# Касандра (залив)
Каса́ндра (греч. Κόλπος Κασσάνδρας), Торонейский залив (греч. Τορωναίος Κόλπος) — залив Эгейского моря в Греции у южного берега полуострова Халкидики, между полуостровами Касандрой и Ситонией. Длина 50 километров, ширина от 9 до 24 километров, глубина до 274 метров.
Также известен как Торонейский залив по древнему городу Торона (ныне Торони) на полуострове Ситонии.
Потидейский канал, построенный в V веке до нашей эры в узком месте полуострова Касандра к северу от древнего города Потидеи связывает залив Касандру с заливом Термаикосом.
В заливе находится остров Келифос. В залив впадает река Хаврия (Χαβριάς).